# 救主堂 (德里)
28°37′05″N 77°12′07″E / 28.618038°N 77.201978°E
救主堂（Cathedral Church of the Redemption）是印度新德里一座美丽而宏伟的教堂，位于国会大厦和总统府以东，曾经是印度总督礼拜的教堂。这座教堂得名于安德烈亚·帕拉弟奥的威尼斯救主堂以及埃德溫·魯琴斯的汉普斯特德花园郊区圣犹达堂。救主堂目前属于北印度教会德里教区。

## 历史
救主堂兴建于20世纪初，以满足印度首都英国官员的灵性需求。该堂兴建了8年之久，完成于1935年。但是在1931年1月18日已经向公众开放。

## 建筑

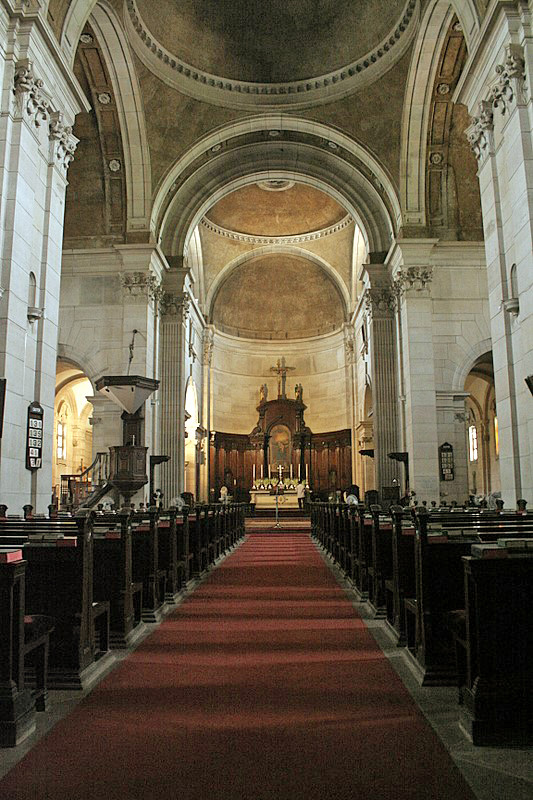
内部

座堂的设计者是亨利·梅德。即使在盛夏，堂内仍然保持凉爽宁静。教堂有精美细腻的弧形穹顶，当时的总督欧文勋爵对此颇为欣赏，赠送了风琴和银质十字架。这座教堂也被称为“总督教堂”。 

## 教育和医疗事业
救主堂通过教育和医疗等多种活动服务社区：
- 圣司提反学院
- 圣多马学校
- 玛丽女王学校
- 维多利亚学校
- 圣司提反医院和LPCEF

## 德里教堂
- 圣司提反教堂 (德里)
- 中央浸信会 (德里)
- 耶稣圣心主教座堂 (德里)
- 圣雅各教堂 (德里)